# XIIe millénaire av. J.-C.
20e à 18e millénaires AP |
17e à 15e millénaires AP |

XIIe millénaire av. J.-C.
 |
XIe millénaire av. J.-C. |
Xe millénaire av. J.-C.|
IXe millénaire av. J.-C.|
VIIIe millénaire av. J.-C.
Liste des millénaires | Liste des siècles | Numération romaine
Le XIIe millénaire av. J.-C. couvre la période allant de l’an 12 000 av. J.-C. à l’an 11 001 av. J.-C. compris.

## Évènements
- Montée du niveau marin de 80 mètres entre 13 000 et 8 000 av. J.-C.[1].

- 12 500-10 000 av. J.-C. : culture Qadan (14 500-12 000 avant le présent) et Sébilienne (Kom Ombo, vers 14 000 avant le présent) en Basse-Nubie et Haute-Égypte. Diverses industries lithiques (microlithes) (avant 12 000 av. J.-C.)[2]. Utilisation de proto-faucilles et de meules pour faire de la farine à partir de graines d’herbes sauvages entre le XVe et le XIIe millénaire avant le présent en Haute Égypte et en Nubie (campements de la région d'Esna et d'El Khril en Haute-Égypte[3]. Les fouilles du site de Jebel Sahaba (en) (site 117), au nord du Ouadi Halfa, à la frontière entre l’Égypte et le Soudan, un cimetière à proximité du Nil appartenant à la culture Qadan, attestent d’une bataille ayant opposé deux clans, datée entre 14 000 et 12 000 ans avant le présent. Vingt-quatre individus sur les 59 squelettes qui y sont inhumés ont connu une mort violente, des lames de pierre restant parfois fichées dans leurs os[4].
- Vers 12 000 à 10 000 av. J.-C. : culture Dyuktai (it), définie par Iouri Motchanov en 1967, à la suite de la découverte dans la grotte de Dyuktai sur la rivière Aldan, en Yakoutie, de dépôts Pléistocène d'outils lithiques (pointes similaires à celle de Clovis, microlames) et d'os d'animaux datés au radiocarbone de 14 000 à 12 000 ans avant le présent[5]. Certains sites (Ust-Mil 2, Ezhantsy et Ikhine) font remonter la date de la culture à 35 000 ans avant le présent[6]. Les peuples de la culture Dyuktai auraient pu traverser la Béringie pour atteindre l'Amérique par voie terrestre, sans que l'archéologie ne puisse le prouver[7].
- Vers 12 000-2000 av. J.-C. : occupation des grottes de Uai Bobo, Lie Siri et de Bui Ceri Uato près de Baucau dans l’est de Timor. L’outillage courant consiste en grattoirs à bord abrupt et en outils sur éclats. Les premiers occupants mangent toutes sortes d’animaux (rats géants, chauves-souris, reptiles, mollusques) et de plantes (traces ou graines de micocoulier, de larmes de Job, de bétel, de châtaignes (Inocarpus), d’Aleurites, de bambou). Après 3000 av. J.-C., le mode de vie change et l’usage de la céramique et la domestication du porc sont attestés[8].

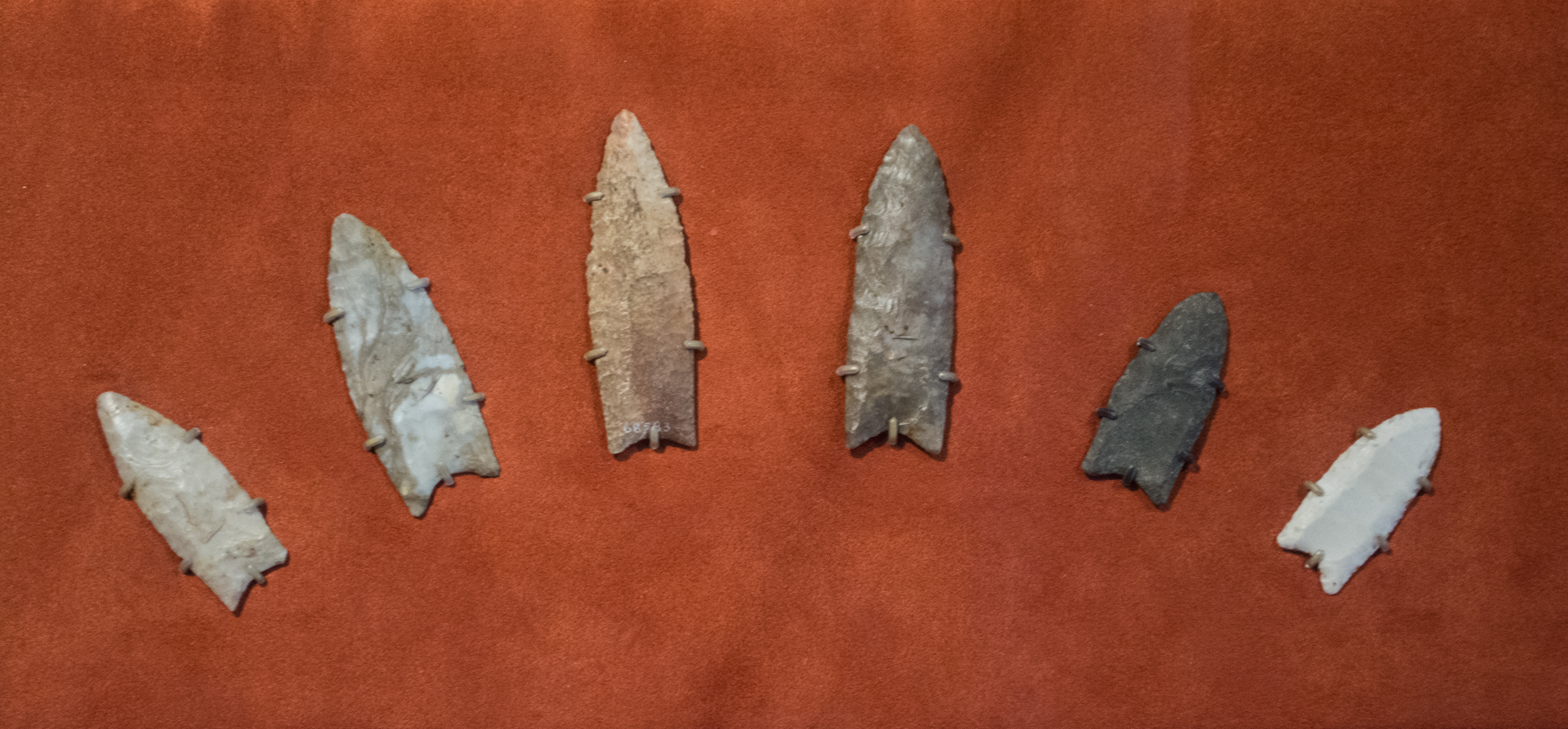
pointes Clovis exposées au Musée d'histoire naturelle de Cleveland, datées de 13500 à 13000 ans BP.

- Vers 11 500 av. J.-C. : site Clovis ou Blackwater Locality no 1, découvert en 1929 par Ridgely Whiteman, près de la ville de Clovis, dans l'état du Nouveau-Mexique, aux États-Unis, qui va donner son nom à une culture paléoindienne apparue il y a environ 13 500 ans avant le présent, caractérisée par la technique de la pointe « de Clovis ». Cette culture a longtemps été considérée comme la première culture en Amérique du Nord, mais cette théorie a été invalidé par la découverte à Lewisville au Texas en 1957 d'os brûlés d'animaux datés de 38 000 ans, à proximité de pointes de lance de type Clovis[9].
- Vers 11 200 av. J.-C. : traces humaines de pas fossilisés de deux adultes et d'un enfant vieilles de 13 200 ans découvertes sur l'île Calvert en Colombie-Britannique[10].

### Proche-Orient

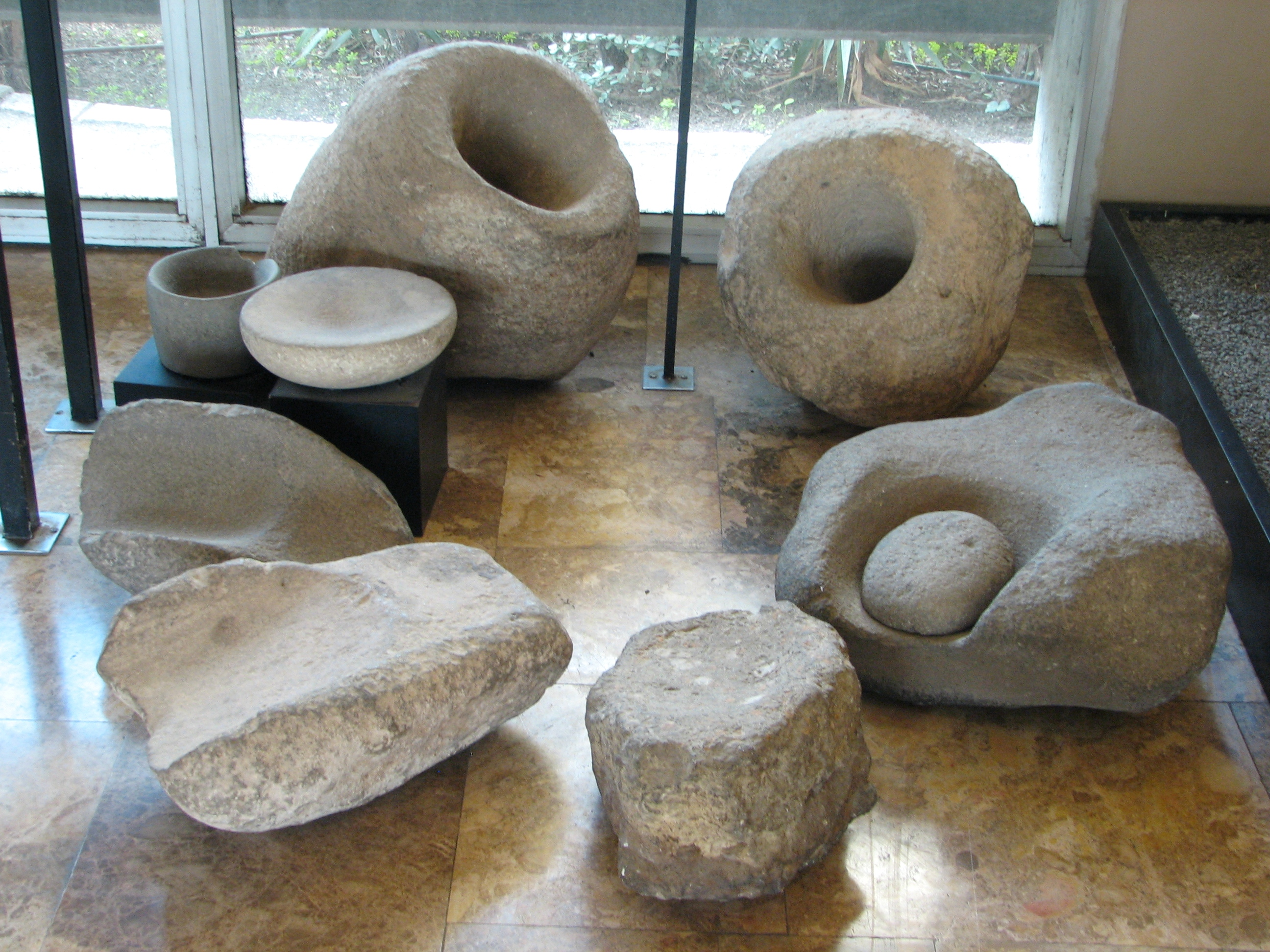
Mortiers de la culture natoufienne, meules du Néolithique précéramique A découverts à Nahal Oren.

- 12 000-10 200 av. J.-C. : apparition de la civilisation natoufienne du Levant sud au moyen Euphrate (période I). Sites de Wadi en-Natuf dans le désert de Judée, d’Abu Hureya et de Mureybet en Syrie du Nord, de Nahal Oren et El-Wad, Hayonim et Mallaha en Palestine. De petites communautés de chasseurs-cueilleurs se sédentarisent, attirés par les céréales sauvages qui peuvent se conserver. Lames de faucilles, polissage de la pierre réservé aux objets de parure, plus grande fréquence de l’habitat fixe sous forme de huttes circulaires enterrées groupées en villages. Zarzien final dans le Zagros. Épipaléolithique près de la Mer Caspienne[11].
- Découverte d’ossements de chien domestique sur les lieux d’habitation humaine dans la grotte irakienne de Palegawra[12].
- Des restes de neuf figues parthénocarpiques — c’est-à-dire ne produisant pas de graines et nécessitant l'intervention de l'homme pour sa culture (en recourant à des boutures) — datant de 11 400 à 11 200 ans av. J.-C. ont été découverts à Gilgal, au nord de Jéricho, dans la vallée du Jourdain. Il semble que le fruit ait été séché pour être mangé, ce qui en ferait la plus ancienne trace d'agriculture observée à ce jour[13].
- La surreprésentation des gazelles, animaux les plus chassés dans le Levant, fait penser à certains archéozoologues qu’il y aurait eu une tentative de contrôle des troupeaux sauvages de gazelles qui aurait pu conduire à une forme de domestication ou de proto-élevage, mais sans conséquence, une domestication « avortée »[14].

### Europe

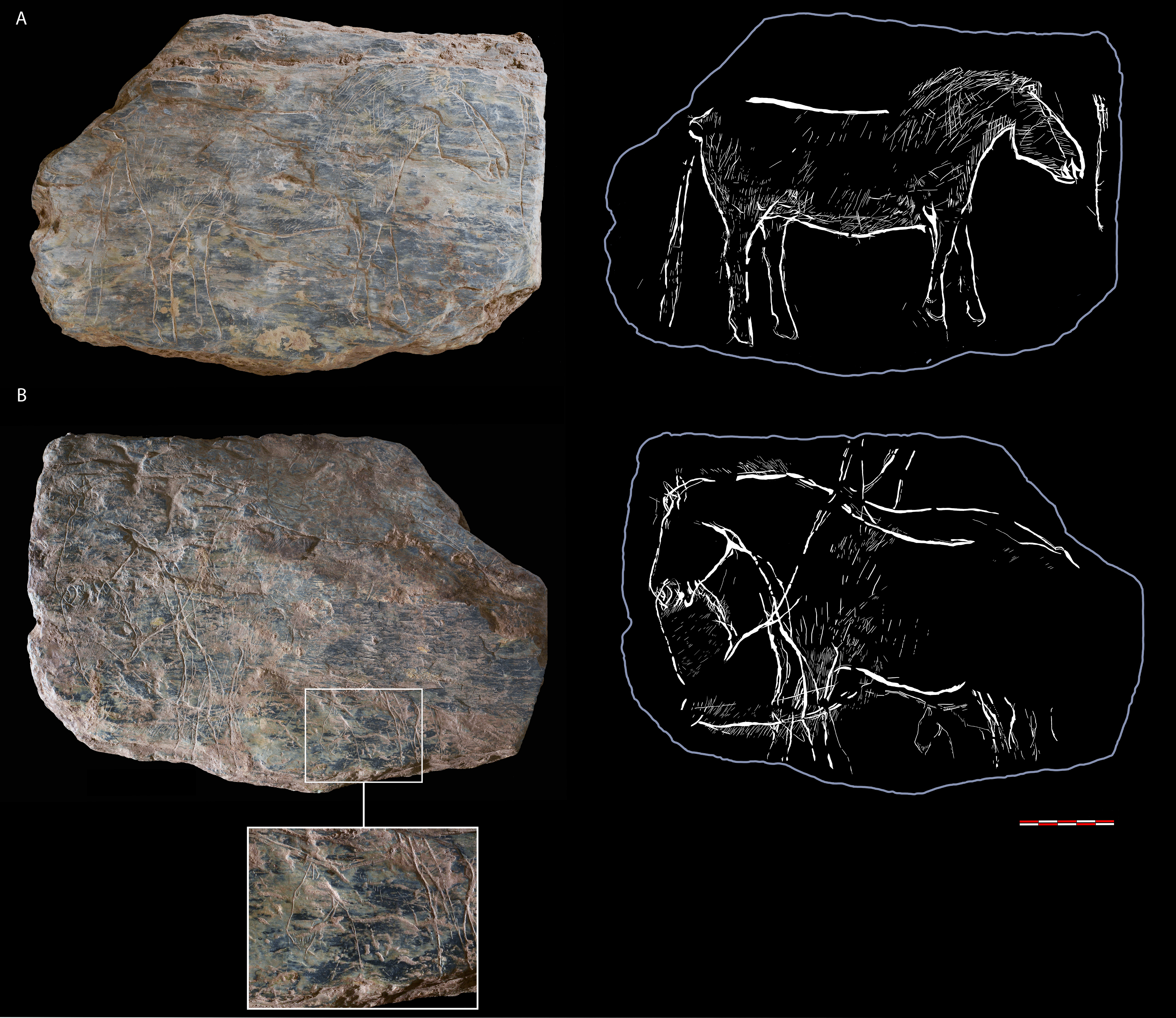
Plaquette avec ornementation bifaciale : côté A) cheval complet ; côté B) composition spéciale de deux chevaux. Rocher de l'Impératrice de Plougastel-Daoulas.

- L'abri sous-roche du Rocher de l'Impératrice près de Plougastel-Daoulas occupé il y a environ 14 500 ans au début de l'Azilien livre des plaquettes de schiste gravées avec des signes géométriques et des représentations naturalistes très figuratives de chevaux ou d'aurochs[15].

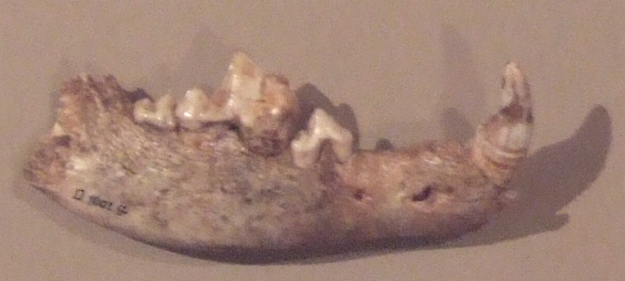
Mâchoire inférieure du chien de la double tombe d’Oberkassel.

- Ossement de chien découvert en 1914 dans une tombe humaine sur le site d’Oberkassel, en Allemagne, daté de 12 000 av. J.-C.[16].
- La grotte du Bichon à La Chaux-de-Fonds dans le Jura suisse livre les squelettes d'un homme et d'une ourse datés du XIIe millénaire av. J.-C.. La présence d'une pointe azilienne fichée dans une vertèbre de l'ours peut être interprétée comme un accident de chasse[17].

- Le site de Pincevent, à La Grande-Paroisse, près de Montereau en Seine-et-Marne a livré les vestiges de campements saisonniers d'automne et d'hiver de chasseurs de rennes et de chevaux datés de 14 000 ans avant le présent[18].

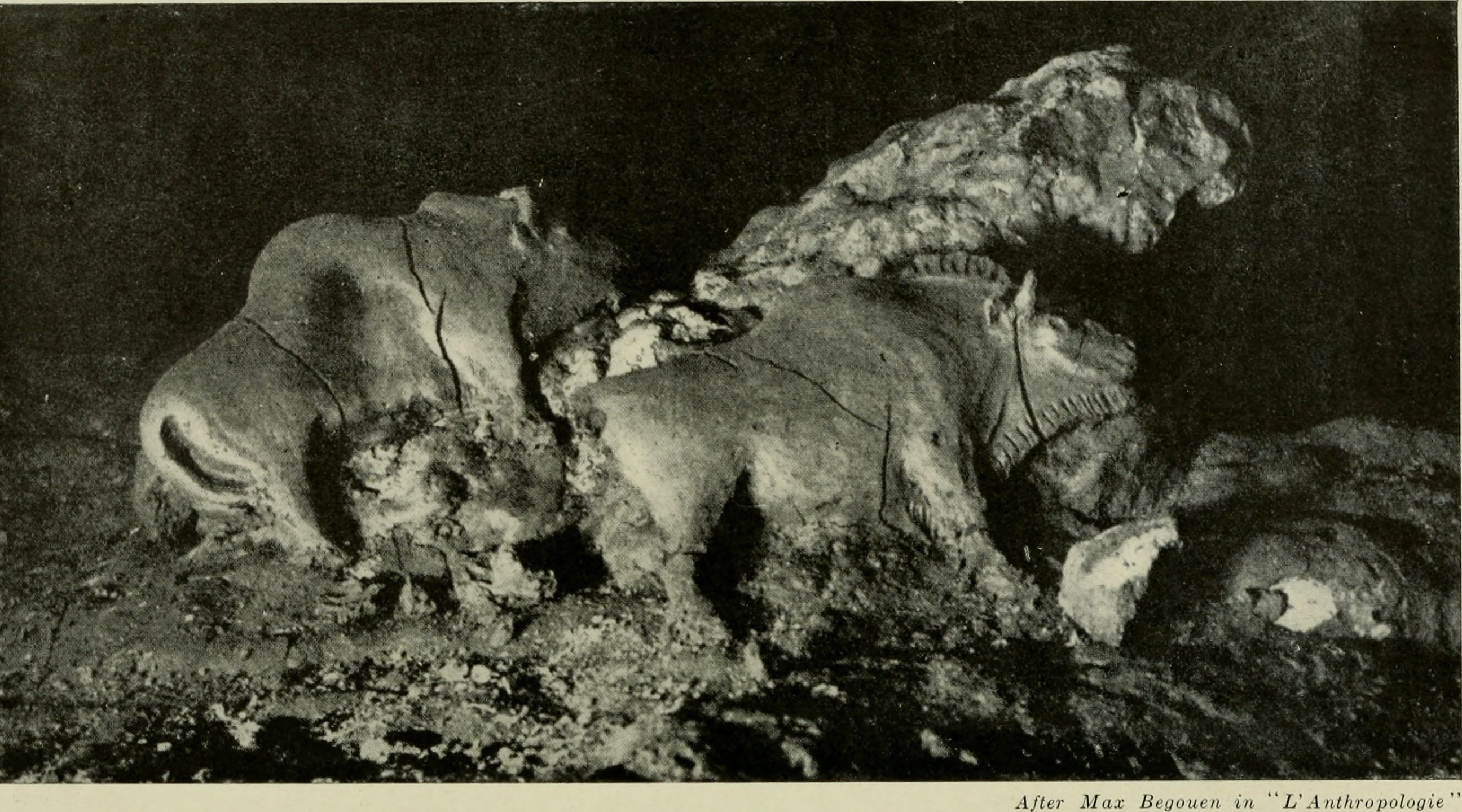
Bisons d’argile de la grotte du Tuc d'Audoubert.

- Bisons d’argile crue magdaléniens de la grotte du Tuc d'Audoubert, en Ariège, occupée vers 11 500 av. J.-C.[19].
- Frise pariétale monumentale magdalénienne du Roc-aux-Sorciers, abri sous roche situé à Angles-sur-l'Anglin, dans la Vienne, datée de 14 000 ans avant le présent : bisons, chevaux, bouquetins, représentations humaines féminines (panneau des trois Grâces) et masculines (visages de profil)[20]…

- Culture Federmesser caractérisée par des pointes à dos courbe ou « couteaux à plumes », de la plaine d'Europe du Nord, de la Pologne (Tarnovien) à la France septentrionale et la Grande-Bretagne, en Allemagne du Nord jusqu'en Scandinavie, datée entre 12 000 et 10 800 av. J.-C.[21].
- Culture de Bromme au Danemark, en Scanie (Segebro) et au nord de l'Allemagne, datée entre 15 500 et 10 500 av. J.-C. : objet en silex taillé (outils et armes, couteaux et burins)[21]. Pêcheurs et chasseurs de rennes.